# Чувашский театр оперы и балета
Чувашский государственный театр оперы и балета (чув. Чăваш патшалăх оперăпа балет театрĕ) — театр в Чебоксарах, созданный на основе Чувашского государственного музыкального театра в 1993 году.
Полное официальное наименование учреждения — Автономное учреждение Чувашской Республики «Чувашский государственный театр оперы и балета» Министерства культуры, по делам национальностей и архивного дела Чувашской Республики. Используются также брендовые названия «Волга Опера», «Волга Опера Балет».

## История театра оперы и балета

### История театра
Чувашский музыкально-драматический театр открылся в 1960 году первой чувашской национальной оперой «Шывармань» («Водяная мельница») Ф. Васильева. Коллектив возглавил Борис Семенович Марков.
В 1967 году была осуществлена этапная постановка оперы Г. Хирбю «Нарспи», отмеченная Государственной премией ЧАССР им. К. Иванова, показан первый балетный спектакль — «Жизель» А. Адана. 28 июня 1970 года родился первый национальный чувашский балет — «Сарпиге» Ф. Васильева.
В 1969 году музыкальная труппа была выделена в самостоятельный Чувашский музыкальный театр, преобразованный в 1993 году в Чувашский государственный театр оперы и балета.
С 1991 года на сцене театра ежегодно проводится Международный оперный фестиваль имени Максима Михайлова, с 1997 года — ежегодный Международный балетный фестиваль.

### История и архитектура здания
Существующее здание театра построено в 1985 году. Архитекторы Р. А. Бегунц, В. А. Тенета.
Здание является ярким представителем советского модернизма. Группа архитекторов и строителей удостоена Государственной премии РСФСР (1987).

## Репертуар

### Оперный
На протяжении всей своей истории труппа театра осваивает произведения отечественной и зарубежной классики. Вслед за «Евгением Онегиным» П. Чайковского были поставлены оперы «Алеко» С. Рахманинова и «Паяцы» Р. Леонкавалло, «Севильский цирюльник» Дж. Россини, «Тоска» и «Мадам Баттерфляй» Дж. Пуччини, «Риголетто», «Травиата», «Трубадур» и «Бал-маскарад» Дж. Верди, «Пиковая дама» и «Иоланта» П. Чайковского, «Борис Годунов» М. Мусоргского, «Князь Игорь» А. Бородина, «Царская невеста» Н. Римского-Корсакова, «Свадьба Фигаро» Моцарта, «Сельская честь» П. Масканьи, «Кармен» Ж. Бизе, «Сказки Гофмана» Ж. Оффенбаха.
В репертуар труппы также входят такие оперетты, как «Граф Люксембург», «Летучая мышь», «Принцесса цирка», «Сильва», «Марица».

### Балетный
Основой для работы балетной труппы театра является классический репертуар («Баядерка» и «Дон Кихот» Л. Минкуса, «Лебединое озеро», «Спящая красавица» и «Щелкунчик» П. Чайковского, «Золушка» и «Ромео и Джульетта» С. Прокофьева). Первый балетный спектакль театре — «Жизель» А. Адана — был поставлен в 1967 году. 28 июня 1970 года состоялась премьера балета Ф. Васильева «Сарпиге», ставшего первым чувашским национальным балетом. Через пять лет на сцене театра был оставлен другой балет композитора — «Арзюри». В дальнейшем национальный хореографический репертуар пополнялся балетами «Чудесная вышивальшица» В. Ходящева в постановке А. Андреева, «Угаслу» А. Лоцевой в постановке В. Бударина, балетом для детей «Пюрнеске» А. Галкина в постановке В. Бударина. В 2007 году на грант президента Чувашской республики осуществлена постановка национального балета «Свет вечерней зари» А. Лоцевой.
Среди балетных постановок театра также «Вальпургиева ночь» из оперы «Фауст», «Дама с камелиями», «Женитьба Бальзаминова», «Кармен-сюита», «Конёк-Горбунок», «Лолита», «Любовь под вязами», «Любовь-волшебница», «Нунча», «Приключения доктора Айболита», «Тысяча и одна ночь».

### Спектакли для детей
«Али-Баба», «Алые паруса», «Хрустальный башмачок», «Кентервильское привидение», «Теремок», «Бременские музыканты», «Снежная королева».

## Артисты

### Оперная труппа
Репертуар включает в себя сложнейшие произведения как классиков, так и современных авторов. Многие артисты оперной труппы являются лауреатами всероссийских и международных конкурсов, а также специальных проектов театра, ведут активную концертную деятельность.
| СОПРАНО             | МЕЦЦО-СОПРАНО         | ТЕНОРА           | БАРИТОНЫ           | БАСЫ                |
| ------------------- | --------------------- | ---------------- | ------------------ | ------------------- |
| Ольга Васильева     | Елена Галкина         | Василий Васильев | Сергей Алексеев    | Михаил Мокшанов     |
| Ольга Вильдяева     | Валентина Двойнова    | Илья Гурьев      | Константин Ефремов | Константин Москалёв |
| Мария Еланова       | Светлана Ефремова     | Анатолий Канюка  | Пётр Заломнов      | Андрей Николаев     |
| Зинаида Прокопьева  | Маргарита Финогентова | Сергей Кузнецов  | Николай Иванов     |                     |
| Татьяна Прытченкова |                       | Василий Николаев | Иван Николаев      |                     |
| Валентина Смирнова  |                       | Дмитрий Сёмкин   | Андрей Михайлов    |                     |
| Елена Соколова      |                       | Иван Снигирёв    | Руслан Осипов      |                     |
| Надежда Степанова   |                       |                  |                    |                     |
| Татьяна Тойбахтина  |                       |                  |                    |                     |
| Людмила Яковлева    |                       |                  |                    |                     |

### Балетная труппа
В труппе работают артисты из Йошкар-Олы, Петербурга и других городов России. Танцовщики участвуют в российских и зарубежных гастролях.
| ВЕДУЩИЕ СОЛИСТКИ     | ВЕДУЩИЕ СОЛИСТЫ    | СОЛИСТКИ         | СОЛИСТЫ             |
| -------------------- | ------------------ | ---------------- | ------------------- |
| Анастасия Абрамова   | Айдар Хисамутдинов | Лидия Говорченко | Геннадий Виноградов |
| Татьяна Альпидовская | Дмитрий Абрамов    | Любовь Липатова  | Константин Дунаев   |
| Татьяна Андреева     | Андрей Субботин    | Светлана Львова  | Станислав Культин   |
| Маргарита Камыш      |                    | Анна Серёгина    | Карим Мубаракшин    |
| Елена Лемешевская    |                    | Ольга Сапаркина  |                     |
| Ольга Прыткова       |                    |                  |                     |
| Марианна Чемалина    |                    |                  |                     |